# Lévyverdeling
In de kansrekening en de statistiek vormen de lévyverdelingen (genoemd naar de Franse wiskundige Paul Lévy) een familie van kansverdelingen met een oneindige verwachtingswaarde.

## Definitie

Kansdichtheden van lévyverdelingen met μ=0 en verschillende schaal

De lévyverdeling met parameters {\displaystyle \mu \in \mathbb {R} } en {\displaystyle \gamma >0}, is een kansverdeling waarvan de kansdichtheid voor {\displaystyle x>\mu } gegeven wordt door:
{\displaystyle f(x)={\sqrt {\frac {\gamma }{2\pi }}}\cdot {\frac {1}{(x-\mu )^{3/2}}}\cdot \exp \left(-{\frac {\gamma }{2(x-\mu )}}\right)}.
De parameter {\displaystyle \mu } is een plaatsparameter en de parameter {\displaystyle \gamma } een schaalparameter.

### Verdelingsfunctie
De verdelingsfunctie van de lévyverdeling met parameters {\displaystyle \mu } en {\displaystyle \gamma } heeft voor {\displaystyle x>\mu } de vorm:
{\displaystyle F(x)={\textrm {erfc}}\left({\sqrt {\frac {\gamma }{2(x-\mu )}}}\right),}
waarin {\displaystyle {\textrm {erfc}}(z)} de complementaire errorfunctie is.

### Standaard-lévyverdeling
De lévyverdeling met parameters {\displaystyle \mu =0} en {\displaystyle \gamma =1,} heet de standaard-lévyverdeling. Daarvan is dus de kansdichtheid: 
{\displaystyle f(x)={\frac {1}{\sqrt {2\pi \cdot x^{3}}}}\cdot e^{-{\frac {1}{2x}}},\quad x>0}.

## Eigenschappen
De standaard-lévyverdeling behoort, net als de normale verdeling en de cauchyverdeling, tot de familie van de alfa-stabiele verdelingen. Dat houdt in dat de verdeling voldoet aan de voorwaarde dat voor onderling onafhankelijke standaard-lévyverdeelde vaiabelen {\displaystyle X_{1},X_{2},\ldots ,X_{n},X} en zekere {\displaystyle \alpha } geldt:
{\displaystyle X_{1}+X_{2}+\ldots +X_{n}\sim n^{1/\alpha }X},
(in dit geval is {\displaystyle \alpha =1/2}).
Als {\displaystyle X} een lévyverdeling heeft met parameters {\displaystyle \mu } en {\displaystyle \gamma } is de gestandaardiseerde vorm {\displaystyle {\frac {X-\mu }{\gamma }}} standaard-lévyverdeeld.

## Momenten
De lévyverdeling heeft geen eindige verwachtingswaarde en variantie, want {\displaystyle \operatorname {E} |X|=\infty }.
Daarmee behoort de lévyverdeling tot de verdelingen met zogenaamde 'zware staarten', die vooral toegepast worden om extreme gebeurtenissen, zoals een beurscrash, te modelleren.

## Toepassing
Met de lévyverdeling laten zich verscheidene verschijnselen, in het bijzonder in de natuur, beschrijven, zoals:
- Brownse beweging[1]
- Verloop van de beurskoersen[1]
- Ompoling van het aardmagneetveld[2]